# Sölden
Sölden mit seinen 3080 Einwohnern (Stand 1. Jänner 2025) liegt im Hinteren Ötztal im Bezirk Imst (Gerichtsbezirk Silz), Tirol. Das Dorf Sölden befindet sich auf einer Höhe von 1368 m ü. A., alle übrigen Weiler und Orte der Gemeinde liegen höher.
Mit um die zwei Millionen Übernachtungen pro Jahr und rund 15.000 Gästebetten ist Sölden ein wichtiges Tourismusgebiet, hauptsächlich für den Wintersport. Der frühere Charakter eines Bergbauerndorfes, der bis in die zweite Hälfte des 20. Jahrhunderts vorherrschend war, ging verloren und wurde durch einen touristisch-alpinen Baustil verdrängt.

## Geografie
Mit 467 km² ist Sölden noch vor Wien die flächenmäßig größte Gemeinde in Österreich. Das Gemeindegebiet erstreckt sich im Hinteren Ötztal von der grünen Weitung der vierten Ötztalstufe bis zur hochgelegenen Wasserscheide im Süden, welche heute die Staatsgrenze zu Italien (Südtirol) bildet. 146 km² sind von Gletschern bedeckt, 321 km² von Gipfeln, Almen und Wäldern, und nur etwa 1 km² sind bebaubares Gebiet. Sölden profitierte als eine der wenigen Gemeinden von der neuen Grenzziehung nach dem verloren gegangenen 1. Weltkrieg. Bei diesem Vorgang sind rund 120 km² zur vormaligen Fläche von rund 120 km² dazugekommen. Die Wildspitze mit 3768 m ü. A. markiert den höchsten Punkt der Gemeinde.

### Gemeindegliederung
Das Gemeindegebiet umfasst folgende fünf Ortschaften (Einwohner Stand 1. Jänner 2025):
- Gurgl (413)
- Heiligkreuz (109)
- Sölden (2289)
- Vent (125)
- Zwieselstein (144)

Die Gemeinde hat als einzige Katastralgemeinde das gleichnamige Sölden.
| Katastralgemeinden  | Ortschaften in der Gemeinde |
| ------------------- | --- |
| Sölden (466,88 km²) | Gurgl Angern (R) Dreihäusern (W) Hochgurgl (R) Kressbrunnen (R) Obergurgl (D) Pill (W) Pirchhütt (R) Poschach (W) Untergurgl (R) Heiligkreuz (R) Bodenegg (R) Neder (W) Seiten (W) Venter Tal (ZH) Winterstall (W) Sölden (D) Gaislach (R) Gehörde (W) Giggijoch (ZH) Granbichl (D) Granstein (R) Grünwald (W) Haimbach (W) Hochsölden (D) Hochwald (W) Höfle (W) Kaisers (D) Leite (W) Lochlehn (W) Pitze (D) Platte (R) Rainstadl (D) Rechenau (R) Rettenbach (R) Rettenbachgletscher (ZH) Schmiedhof (R) See (D) Stabele (W) Stubaier Alpen (ZH) Wald (D) Wildmoos (R) Windau (R) Wohlfahrt (D) Vent (D) Rofen (R) Zwieselstein (D) |
| Legende             | |

| In der Spalte Katastralgemeinden sind sämtliche Katastralgemeinden einer Gemeinde angeführt. In der Klammer ist die jeweilige Fläche in km² angegeben. |
| In der Spalte Ortschaften sind sämtliche von der Statistik Austria erfassten Siedlungen, die auch eine eigene Ortschaftskennziffer aufweisen, angeführt. In der Hierarchieebene derselben Spalte, rechts eingerückt, werden nur Ansiedlungen, die mindestens aus mehreren Häusern bestehen, dargestellt. Die wichtigsten der verwendeten Abkürzungen sind: - M = Hauptort der Gemeinde - Stt = Stadtteil - R = Rotte - W = Weiler - D = Dorf - ZH = Zerstreute Häuser - Sdlg = Siedlung - Hgr = Häusergruppe - E = Einzelgehöft (nur wenn sie eine eigene Ortschaftskennziffer haben) Die komplette Liste der Statistik Austria ist in: Topographische Siedlungskennzeichnung nach STAT Zu beachten ist, dass manche Orte unterschiedliche Schreibweisen haben können. So können sich Katastralgemeinden anders schreiben als gleichnamige Ortschaften bzw. Gemeinden. Quelle: Statistik Austria – |

### Nachbargemeinden
Fünf der neun Nachbargemeinden liegen in Südtirol, zwei im Bezirk Imst und je eine befindet sich im Bezirk Innsbruck-Land und im Bezirk Landeck.

### Ortschaften der Gemeinde

#### Sölden

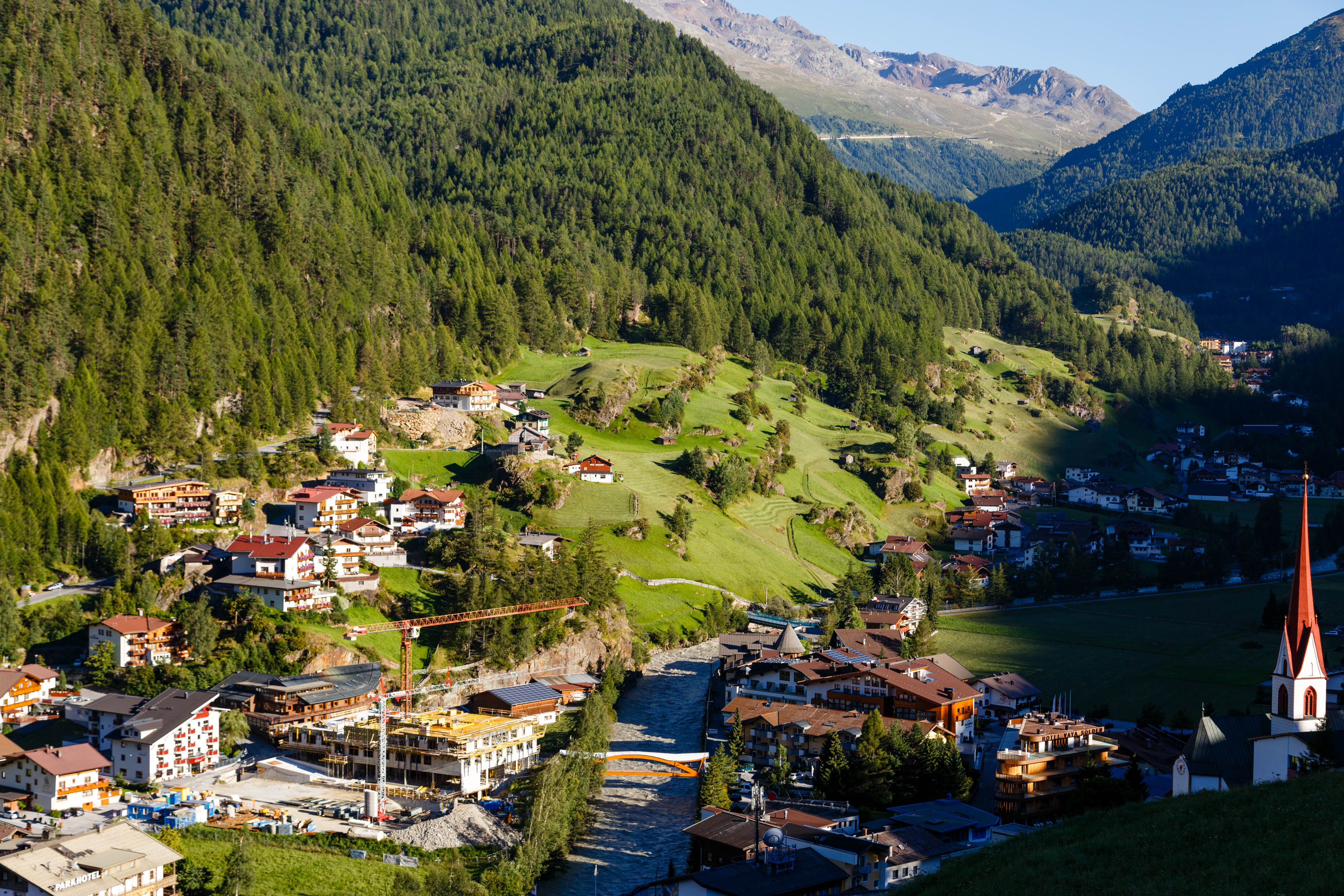
Sölden im Ötztal

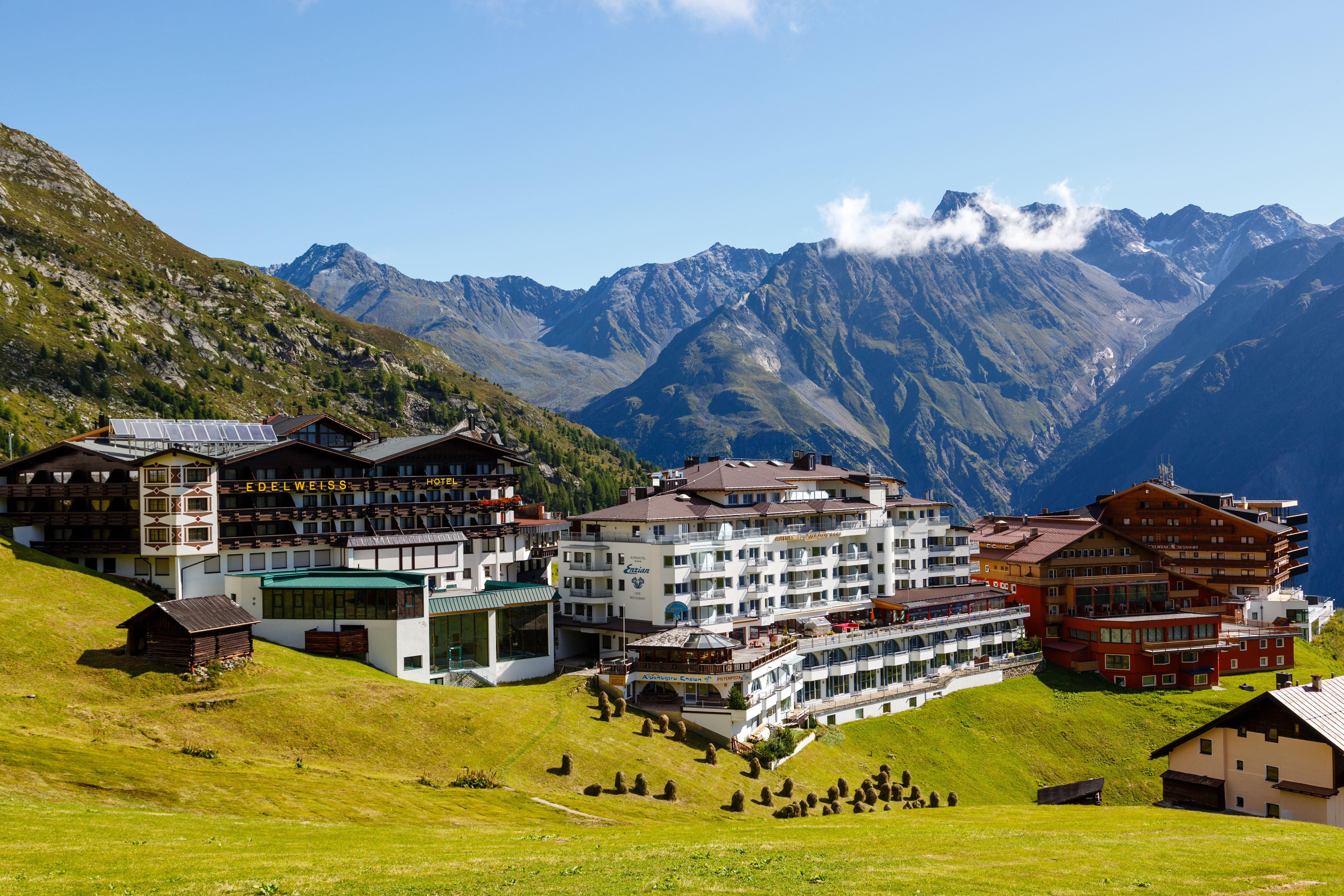
Hochsölden im Sommer

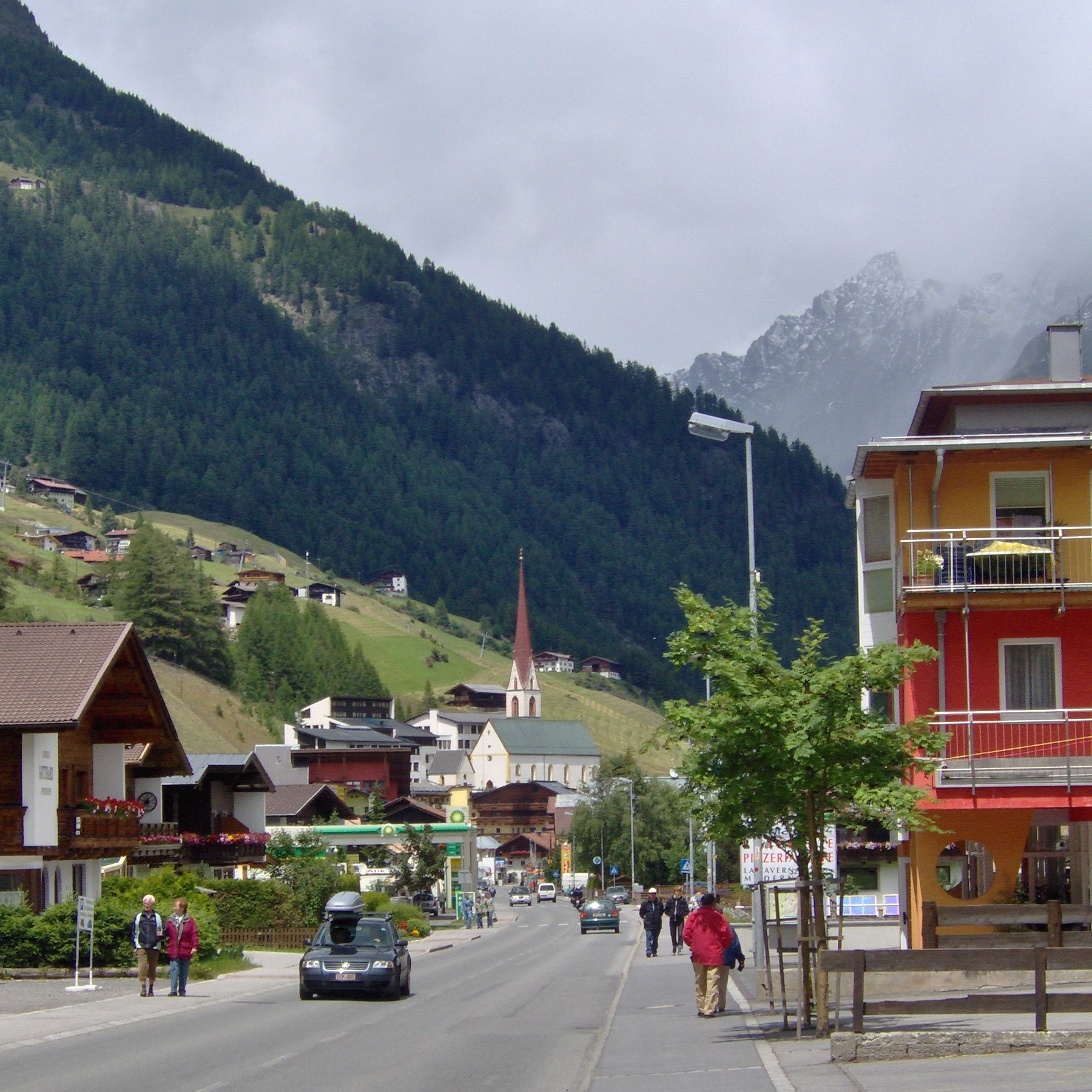
Blick auf das Zentrum von Sölden

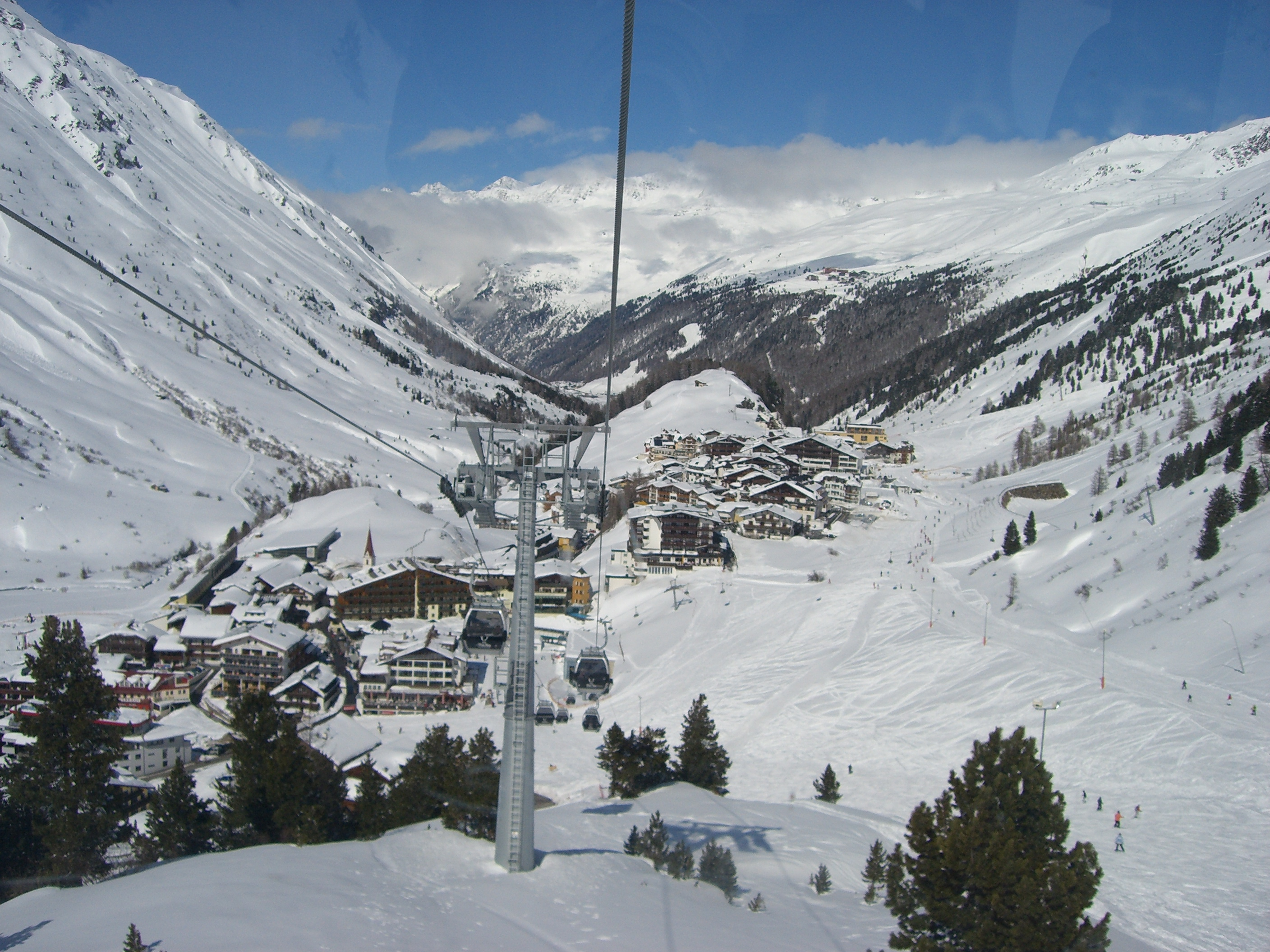
Obergurgl im Winter

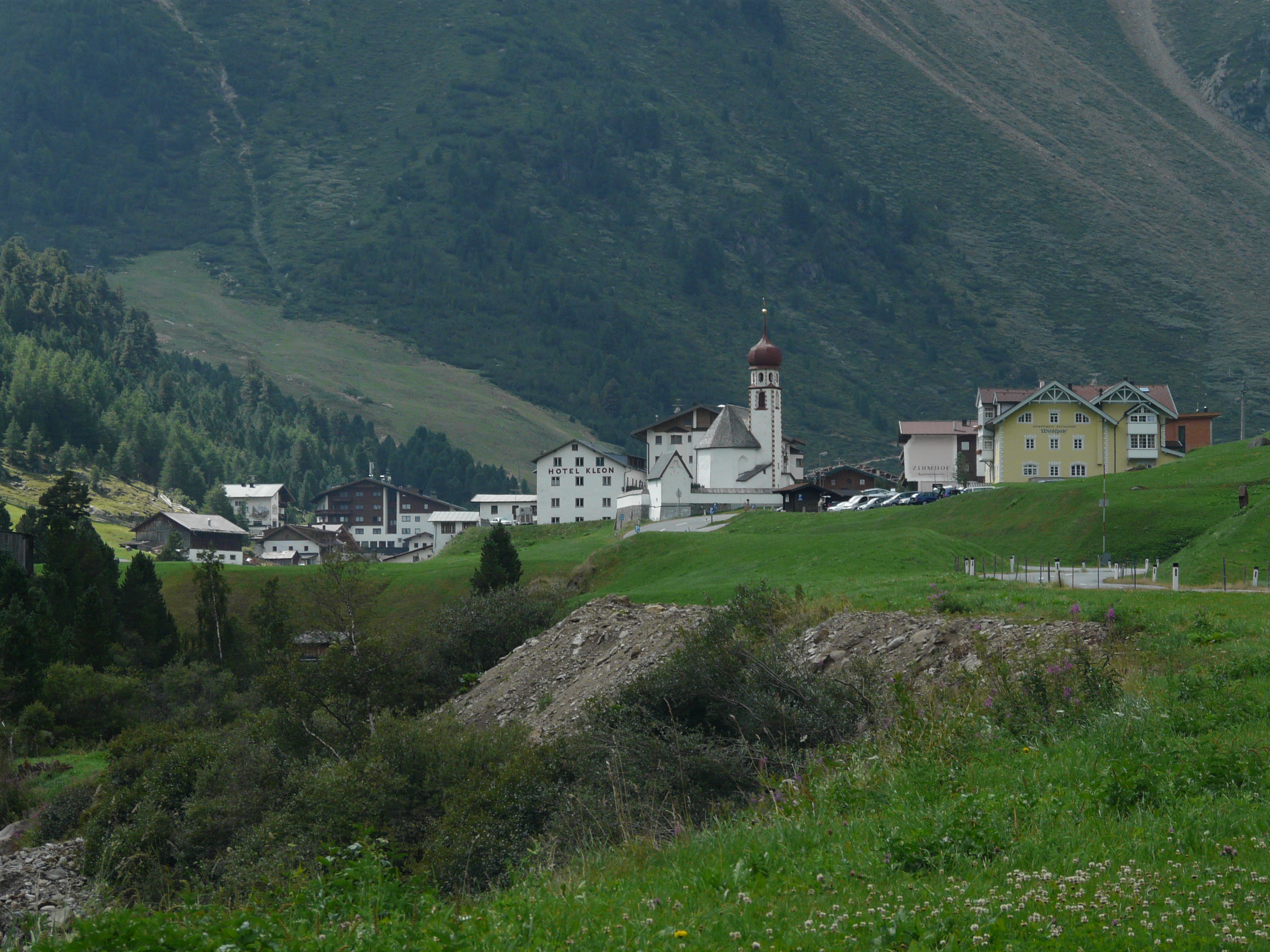
Vent

Das ehemals kleine Sölden ist mit den übrigen Weilern zu einem Straßendorf zusammengewachsen, hier ist mit Hotels, Gaststätten und Pensionen auch das touristische Zentrum der Gemeinde.
Im Süden von Sölden startet die Seilbahn auf den Gaislachkogel bis auf 3058 m Höhe. Vom Söldner Ortsteil Pitze zweigt die 13 km lange Ötztaler Gletscherstraße zu den Skigebieten Rettenbachferner und über den höchstgelegenen Tunnel der Alpen, den Rosi-Mittermaier-Tunnel, zum Tiefenbachferner ab.
Oberhalb vom Tal liegt auf etwa 2083 m ü. A. die Hotelsiedlung Hochsölden, die durch eine Straße und eine Seilbahn mit dem Tal verbunden ist. Oberhalb von Hochsölden befindet sich das Skigebiet Giggijoch. Der Berghof liegt auf einer Höhe von 1435 m ü. A. nördlich vom Rettenbach, direkt oberhalb des Ortszentrums von Sölden.

#### Gurgl
Am Ende des Gurgler Tales liegt Obergurgl, mit 1930 m das höchste Kirchdorf Österreichs und, wie die Hotelsiedlung Hochgurgl, ein bedeutendes Wintersportgebiet (Seehöhe des Skigebietes von 1800 m bis 3080 m). Obergurgl ist Standort des Universitätszentrums, eines Tagungs- und Veranstaltungszentrums der Universität Innsbruck.
Eine größere Bekanntheit brachte Obergurgl die Notlandung des Stratosphärenballons des Schweizer Physikers und Forschers Auguste Piccard am 27. Mai 1931 auf dem Gurgler Ferner. Piccard zu Ehren wurde 1989 in Obergurgl ein Denkmal errichtet, das an diese Landung erinnert.
Hochgurgl auf 2150 m Seehöhe ist eine Hotelsiedlung an der Straße zum Timmelsjoch. Das Skigebiet von Hochgurgl ist mit dem in Obergurgl durch eine Seilbahn verbunden. Vom höchsten Punkt des Skigebiets, dem 3082 m hohen Wurmkogel, hat man einen umfassenden Ausblick auf die Berge Nord- und Südtirols.

#### Heiligkreuz
Heiligkreuz auf 1712 m ü. A. besteht aus mehreren auf 8 km im Venter Tal verstreuten Häusergruppen. Seit 1956 wurde die Straßenverbindung nach Vent laufend ausgebaut und mit Lawinenschutzgalerien gesichert. Im Gegensatz zu den anderen Ortsteilen von Sölden ist Heiligkreuz wenig touristisch erschlossen.

#### Vent
Der Ortsteil Vent liegt auf einer Höhe von 1895 m ü. A. im hintersten Venter Tal. Dahinter schließen sich die Rofenhöfe, Österreichs höchstgelegene dauerbesiedelte Bergbauernhöfe, auf 2011 m ü. A. an.

#### Zwieselstein
Bei Zwieselstein teilt („zwieselt“) sich das Hintere Ötztal in das Venter und das Gurgler Tal. Diese Ortschaft hat mit alten Holzhäusern teilweise ihren dörflichen Charakter bewahrt. Zwieselstein wurde 1269 als „Twiselsteyn“' erstmals urkundlich erwähnt. Der Ort ist auch bekannt als Etappenziel des 1972 eröffneten Europäischen Fernwanderwegs E5.

## Geschichte

Franzisco-Josephinische Landesaufnahme, Sölden (Stand ca. 1873)

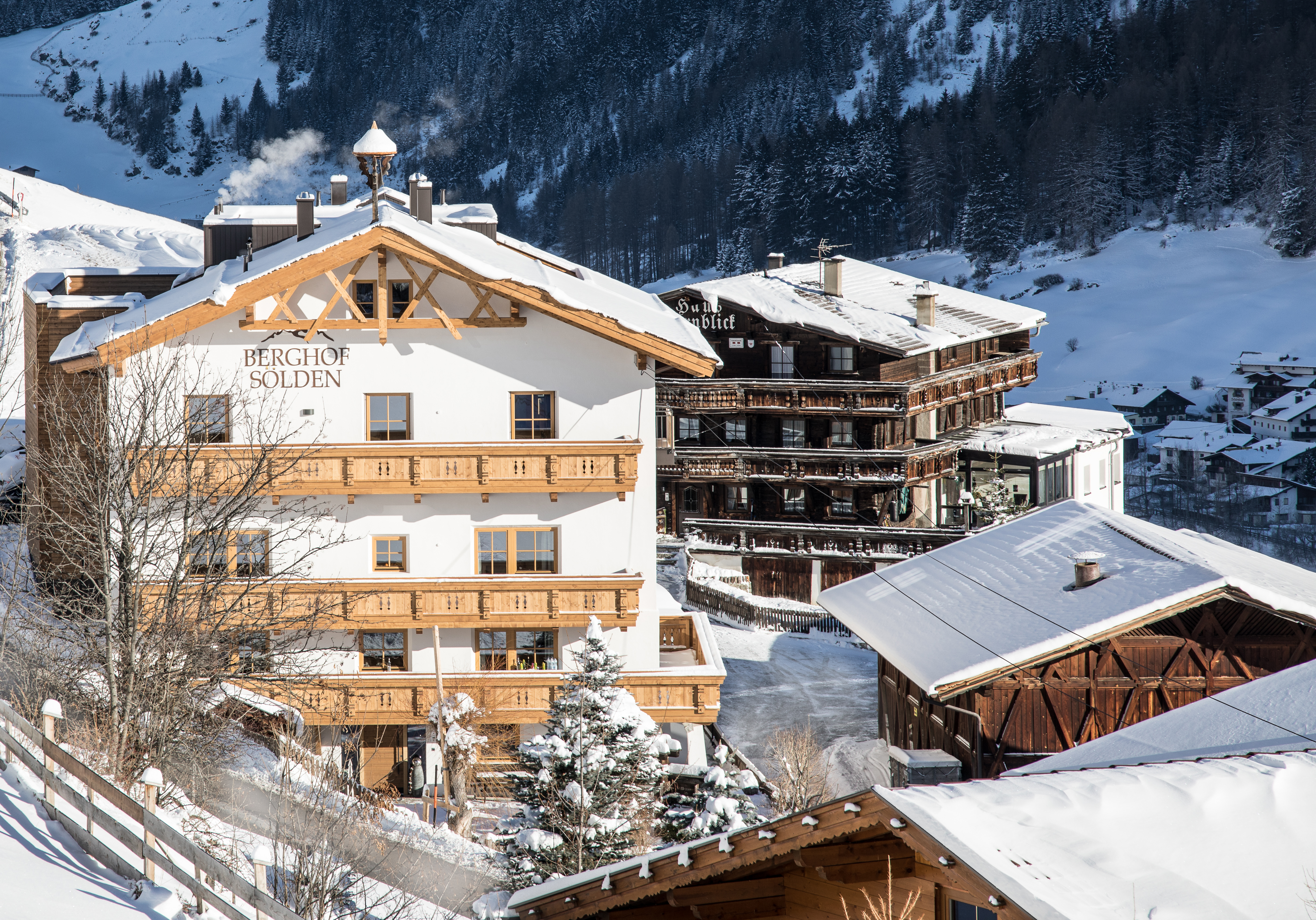
Berghof (Sölden), Urhof von Sölden

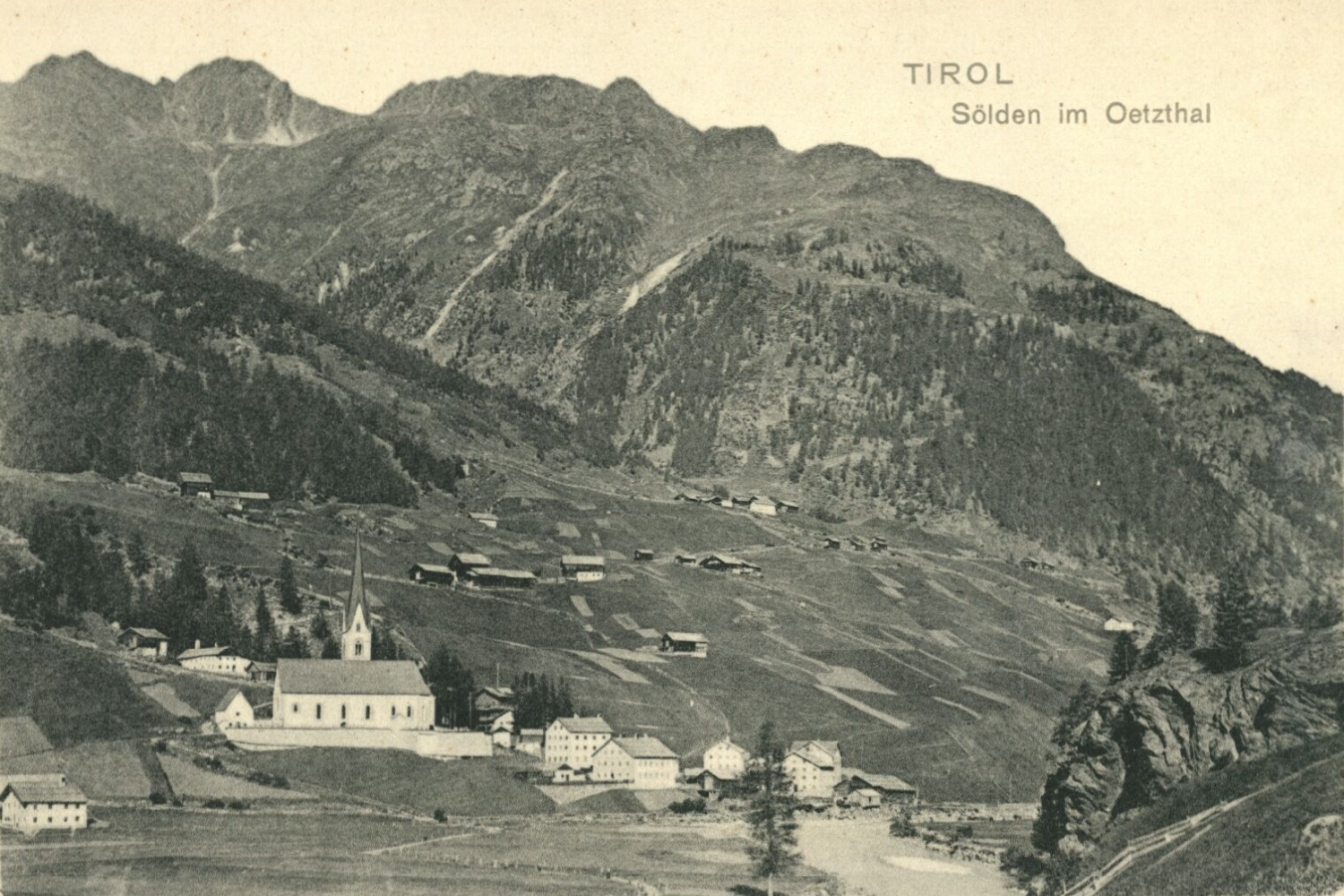
Postkarte von Sölden mit Berghof (um 1920)

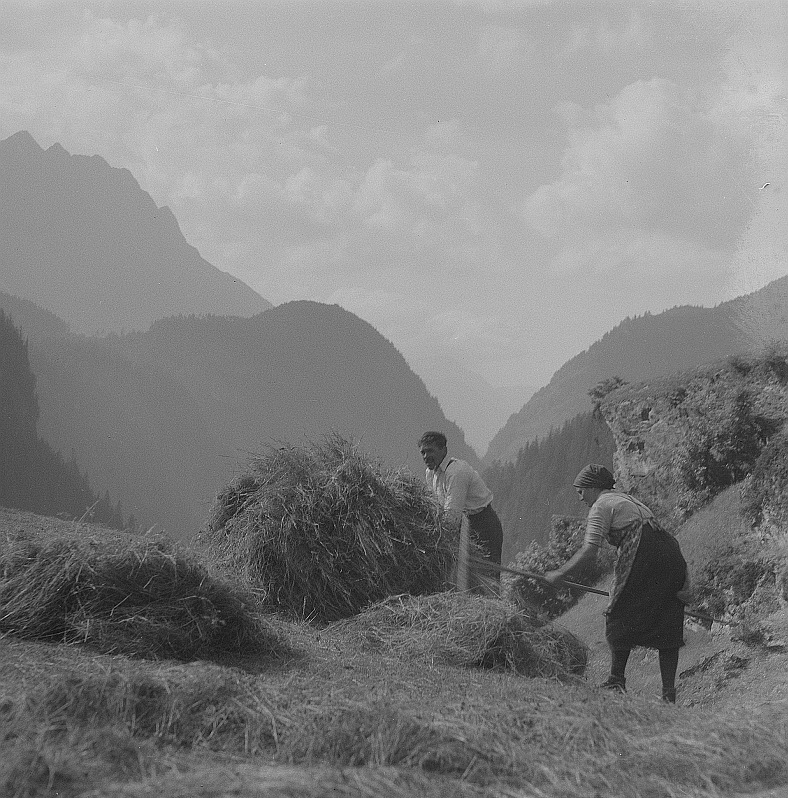
Heuernte in Sölden (um 1970)

Die Hochalmen des hintersten Innerötztales wurden schon in der Steinzeit von Jägern und Hirten aufgesucht, wie der Fund des Ötzis zeigte. Sie kamen vom Süden über den Alpenhauptkamm und begannen etwa 4500 v. Chr. durch Brandrodungen an der Waldgrenze die nutzbaren Weideflächen zu vergrößern. Das Innerötztal wurde ursprünglich nur als Alm vom Vinschgau aus genutzt. Die allmähliche Siedlungstätigkeit vom Süden her prägte zahlreiche rätoromanische Ortsnamen, besonders im Venter Tal, und im innerötztaler Dialekt haben sich romanische Ausdrücke erhalten.
Der Ortsname Sölden leitet sich von selda, was so viel wie kleinste bäuerliche Besitzgröße bedeutet, ab. Sölden wird erstmals 1166/67 in der Chronik des Klosters Ottobeuren als „Seldon“ genannt, als dem Kloster zwei dortige Schwaigen vermacht wurden. Die Jahresangabe ist allerdings umstritten, denn der Ottobeurer Chronist selbst datiert die Schenkung mit dem Jahr 1172. Im Zuge der Labialisierung verwandelte sich das e im Wort Sölden zu einem ö um.
Das heutige Sölden hat sich aus den Urhöfen Berghof, Haimbach, Kaisers, Leite, Lochlehn, Pitze, Rechenau, Rettenbach, Schmiedhof, Wald, Windau und Wohlfahrt entwickelt. Diese Urhöfe wurden erstmals 1288 bis ca. 1370 n. Chr. urkundlich erwähnt.
1811 bildete Sölden eine von zehn Anwaltschaften des Gerichts Petersberg, die 1817 zur politischen Gemeinde erklärt wurde. 1854 wurde die Gemeinde Vent, bis 1826 zum Gericht Kastelbell im Vinschgau gehörend, eingemeindet. 1923 kam der bei Österreich verbliebene Gemeindeanteil von Schnals zur Gemeinde Sölden.
Lebensgrundlage der Bewohner waren bis zum allmählichen Beginn des Tourismus hauptsächlich Viehzucht und der Handel über das Timmelsjoch und das Hochjoch.
Sölden, Gurgl und Vent wurden 1891 zu selbständigen Pfarren erhoben.
Mitte des 19. Jahrhunderts kam es mit dem Bau von Schutzhütten und Wegen, gefördert durch den „Gletscherpfarrer“ Franz Senn, zu einer ersten touristischen Entwicklung. Der Ausbau zum Wintersportzentrum begann 1948 mit den ersten Liften, denen 1975 und 1981 die Erschließung des Rettenbach- bzw. Tiefenbachferners folgte.

### Bevölkerungsentwicklung
EinwohnerJahr500100015002000250030003500400045001860189019201950198020102040EinwohnerEinwohnerentwicklung von Sölden

### Seilbahnunglück von Sölden
Am 5. September 2005 gegen 13 Uhr überflog ein Hubschrauber die im Betrieb befindliche Seilbahn Schwarze-Schneid 1, als Metallabriebteilchen im Lastabwurfschalter des Fluggeräts einen Kurzschluss auslösten, wodurch sich der Lasthaken öffnete und ein 750 Kilogramm schwerer Betonkübel beim Sturz in die Tiefe eine vollbesetzte Gondel traf und zum Absturz brachte. Durch die dabei entstandenen Seilschwingungen wurden noch bei zwei weiteren Gondeln mehrere Personen hinausgeschleudert, sodass bei dem Unglück insgesamt drei Erwachsene und sechs Kinder getötet sowie sieben weitere Personen zum Teil schwer verletzt wurden. Zu den Getöteten gehören der Vater von Thomas Dreßen und der Bruder von David Ketterer.

## Kultur und Sehenswürdigkeiten

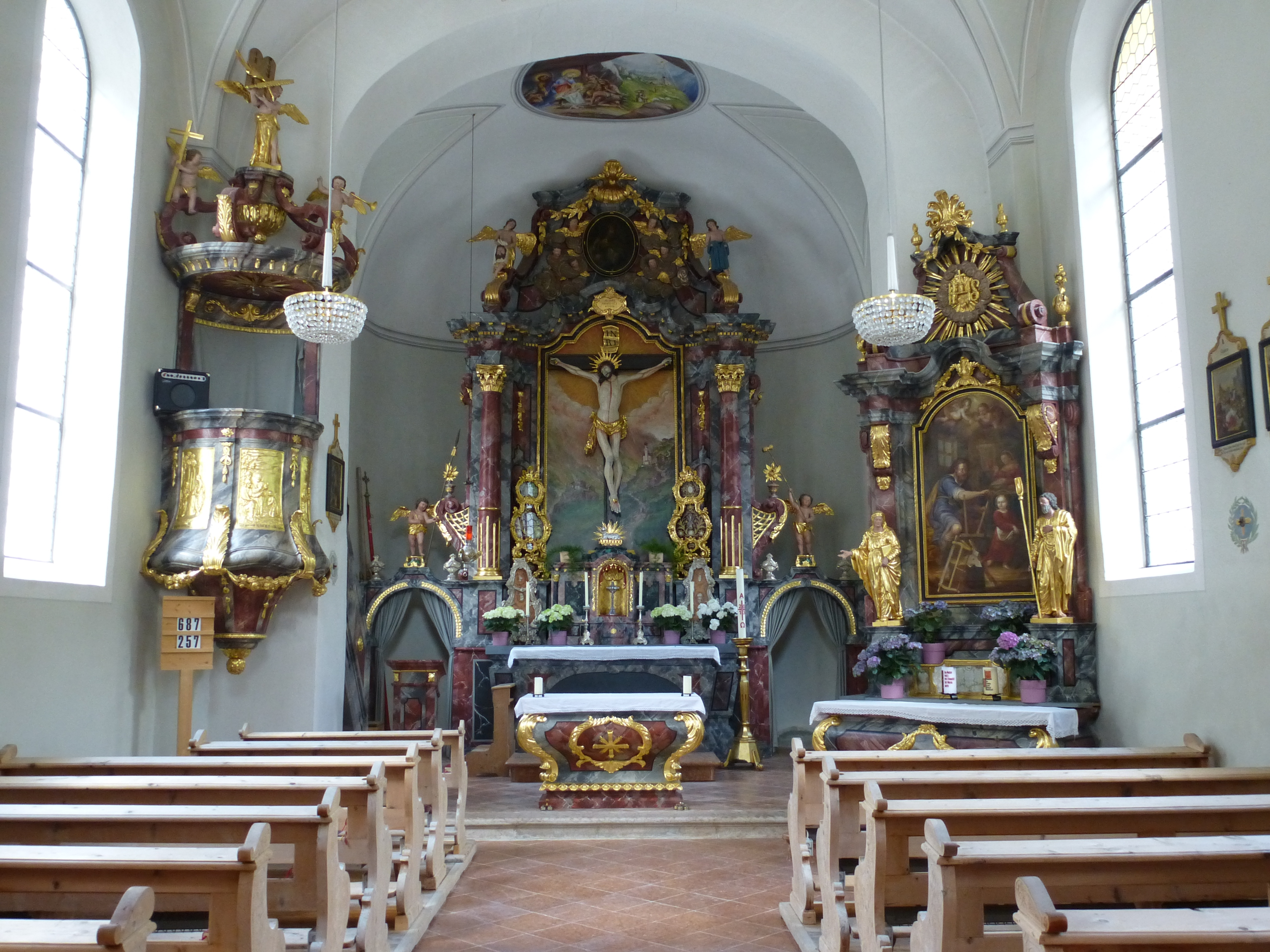
Kaplaneikirche Heiligkreuz

### Bauwerke
- Pfarrkirche Mariä Heimsuchung in Sölden-Rettenbach
- Pfarrkirche Heiliger Johannes Nepomuk in Obergurgl
- Pfarrkirche Heiliger Jakob in Vent
- Kaplaneikirche zur Kreuzauffindung in Heiligkreuz
- Kapelle Heilige Theresia in Rofen
- Kapelle Heiliger Sebastian in Winterstall
- Kapelle Mariahilf in Zwieselstein
- Denkmal für Martinus Scheiber (1856–1939), Pionier des österreichischen Fremdenverkehrs, in Obergurgl, vom Bildhauer Karl Obleitner senior[14]

### Filme

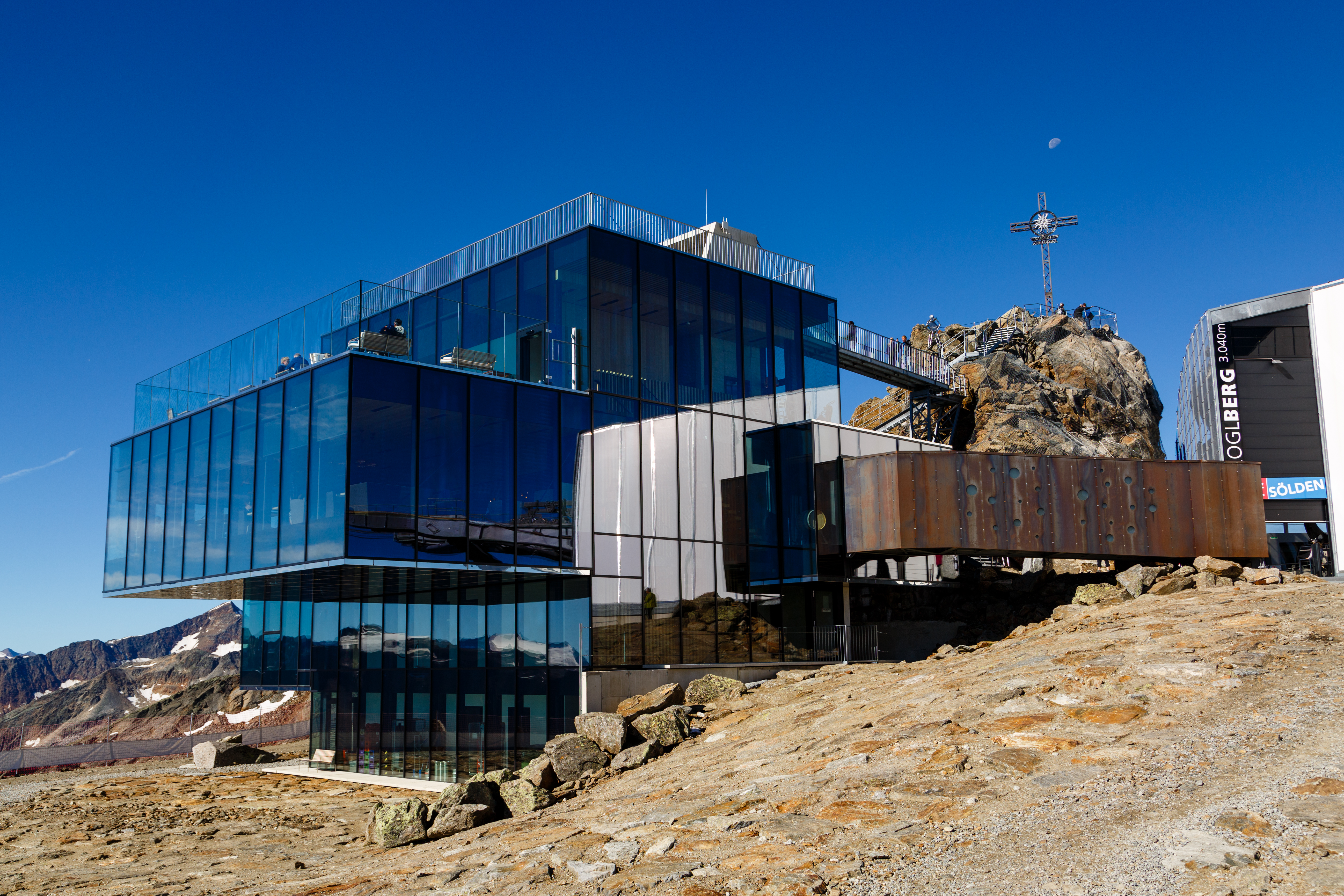
Restaurant Ice Q am Gaislachkogel, auch Drehort für den James-Bond-Film Spectre

- Der Bergadler: Ein Film von Alfred Hitchcock, gedreht 1926 in Obergurgl. Der Film gilt als verschollen und ist laut dem British Film Institute der meistgesuchte Film der Welt.[15] Einige Standbilder sind noch vorhanden, es gibt verschiedene Gerüchte über den Verbleib des Films.
- Die Geierwally (1940): Drehort war der Berghof, etwas oberhalb von Sölden 1940. Das Gebäude Berghof Sölden[16] ist großteils im ursprünglichen Zustand erhalten.
- Die Jahrhundertlawine. 2009 wurde ein Film basierend auf der Lawinenkatastrophe von Galtür in Vent gedreht. Der Film wurde insbesondere von der Venter Bevölkerung kritisiert, Vent war in der Vergangenheit des Öfteren von Lawinen heimgesucht worden.
- James Bond 007: Spectre: Im Winter 2014/15 fanden in Sölden Dreharbeiten zum James-Bond-Film Spectre statt.[17]

## Wirtschaft und Infrastruktur

### Verkehr
Die Gemeinde liegt an der Ötztalstraße B 186, die vom Inntal bis Untergurgl führt. In Zwieselstein zweigt die Venter Straße L 240 nach Vent ab, in Untergurgl schließt die Gurgler Straße L 15 nach Obergurgl an.

### Tourismus

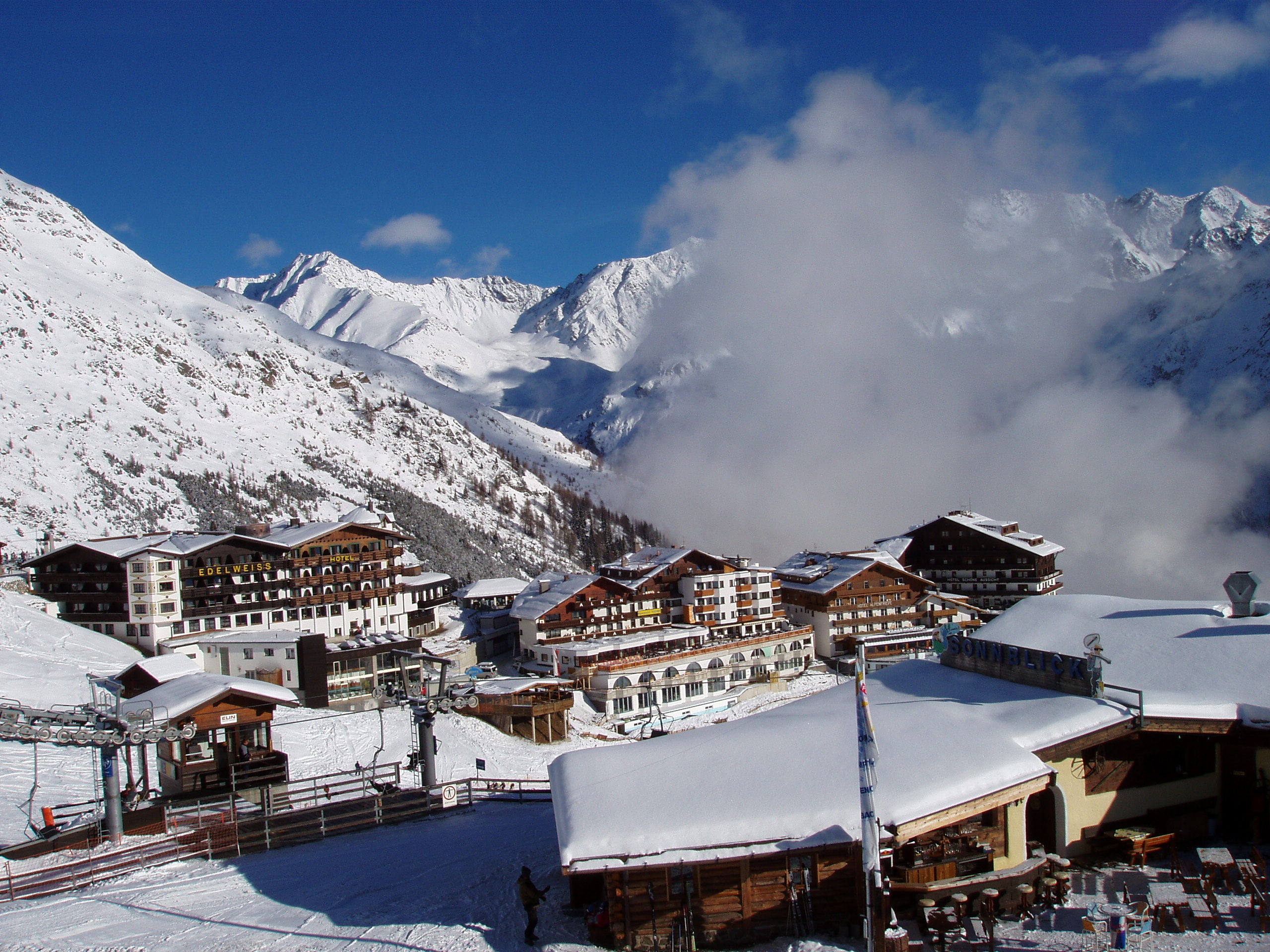
Das Hoteldorf Hochsölden

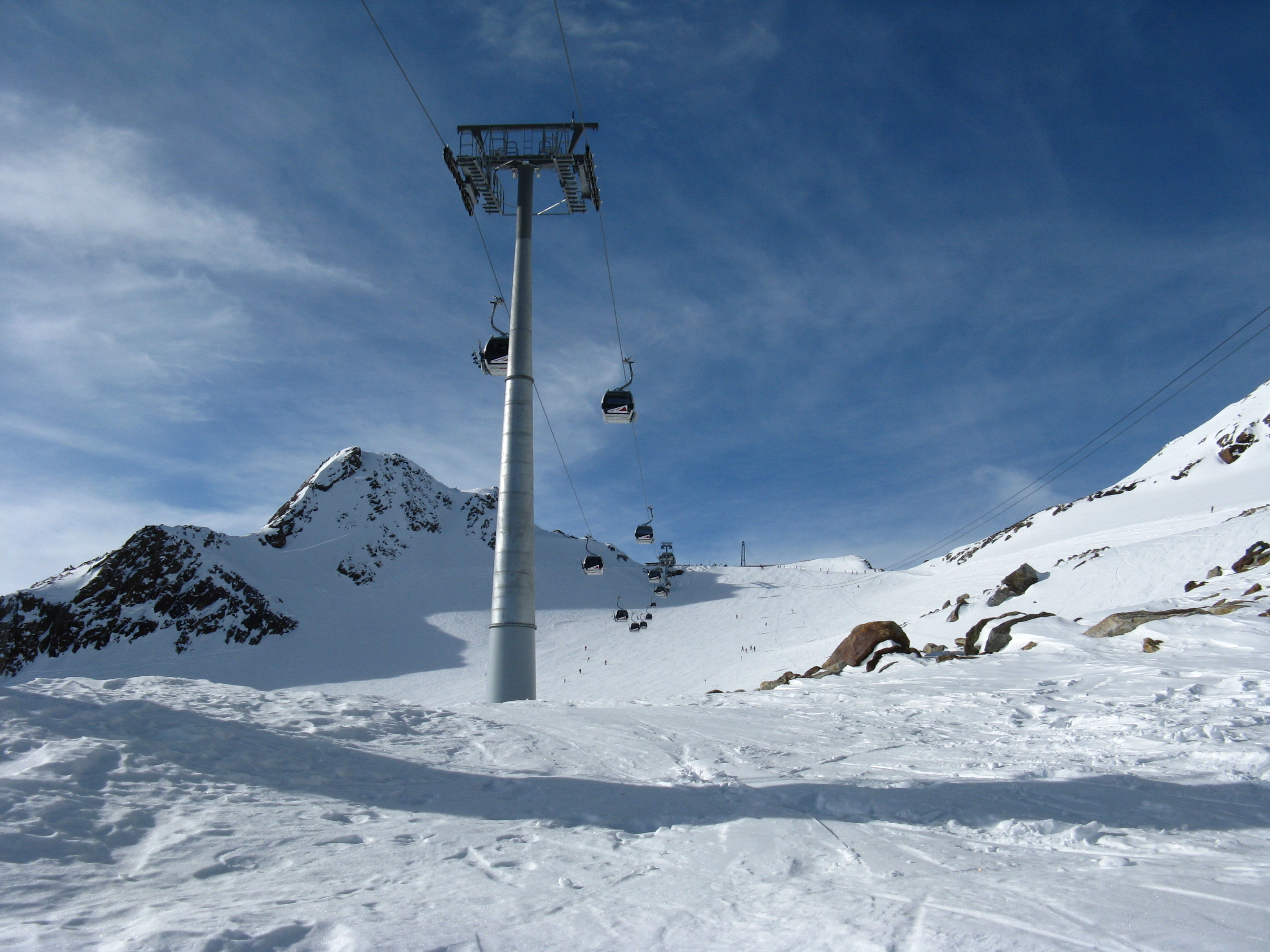
Skigebiet am Tiefenbachferner, 2011

Der Tourismus, im Speziellen der Wintertourismus, ist der dominierende Wirtschaftsfaktor in der Gemeinde Sölden. Bis in die 1970er spielte der Sommertourismus neben dem Wintertourismus eine gleichbedeutende Rolle, mit der Erschließung der Gletscher und dem nachfolgenden Ausbau des Winterskigebietes verlor der Sommer zunehmend an Bedeutung. Eine Ausnahme bildet hierbei das zur Gemeinde Sölden gehörende Bergsteigerdorf Vent, in dem der Sommertourismus nach wie vor eine wichtige Rolle spielt. Seit der Jahrtausendwende wird auch in Sölden und Obergurgl versucht, den dahinsiechenden Sommertourismus neu zu beleben.
Weitere wichtige Wirtschaftsfaktoren sind einige Handwerks- und Dienstleistungsbetriebe, die allerdings zumeist direkt vom Wintertourismus abhängig sind.
Sölden ist seit Jahren die nächtigungsstärkste Gemeinde Tirols. Im Jahre 2019 hatte Sölden 2.577.569 Nächtigungen bei 17.328 Betten.

#### Touristische Infrastruktur im Winter

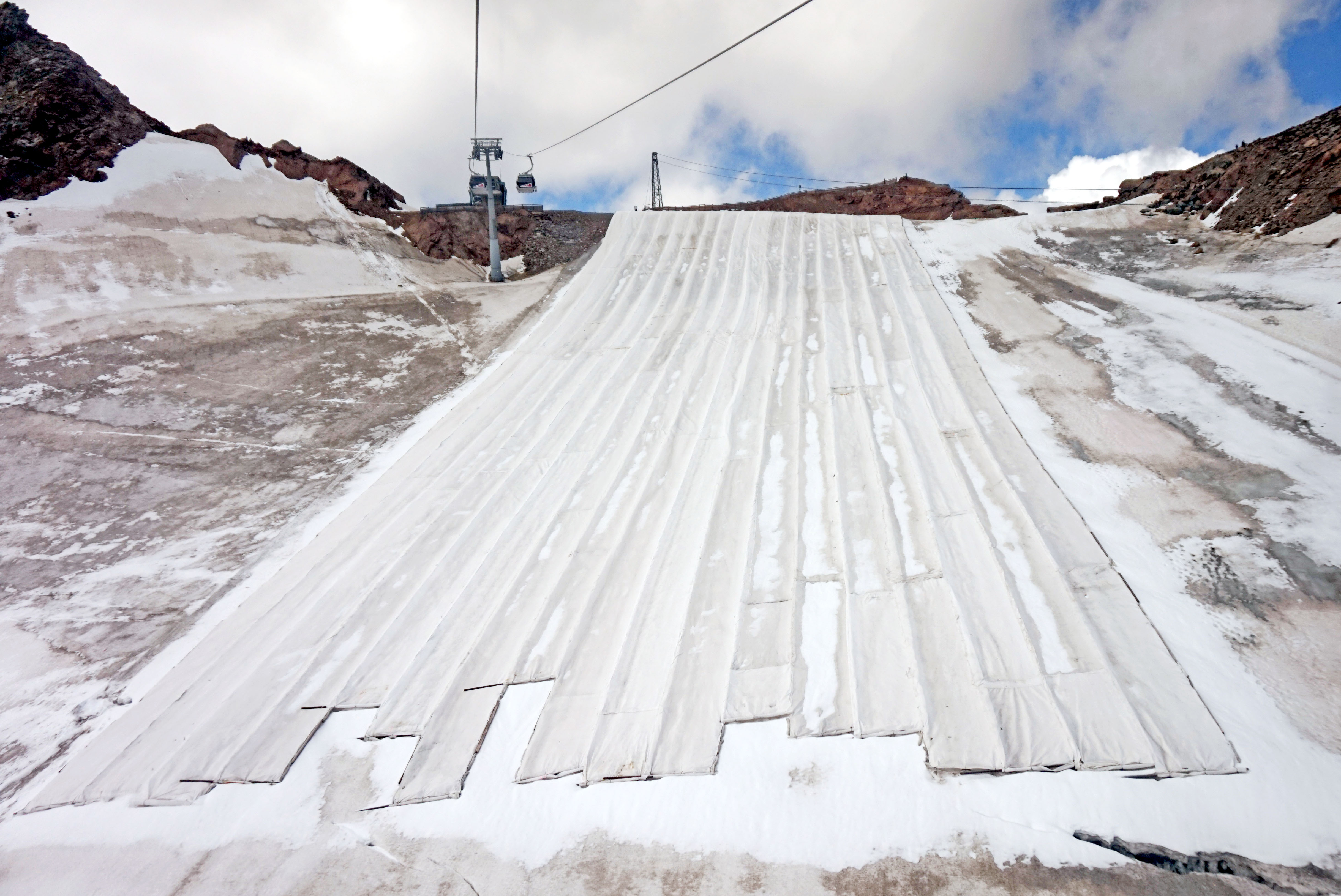
Abdeckung mit Folie am Tiefenbachferner zum Schutz des schmelzenden Gletschers und Erhalt von Schneedepots, 2017.

Das Söldener Skigebiet, zu dem auch zwei Gletscher (Rettenbachferner und Tiefenbachferner) gehören, verfügt über 39 Seilbahnen und 146 Pistenkilometer. Der Hauptteil des Skigebiets befindet sich auf einer Seehöhe von über 2.000 m und erreicht an (mittlerweile mehr als) drei Stellen eine Höhe von über 3.000 m (BIG 3). Der höchste per Lift erreichbare Punkt befindet sich auf 3.244 m Höhe nördlich des Tiefenbachkogels.
Auf dem Rettenbachgletscher findet jährlich ein Freilufttheater sowie der FIS Skiweltcup statt, siehe Alpiner Skiweltcup in Sölden. Seit 2023 findet mit dem Alpinen Skiweltcup in Gurgl ein zweites Weltcuprennen in der Gemeinde statt.
Im Jahr 2010 wurde mit dem 17 Meter tiefen, 416.500 m³ fassenden „Panoramasee“ der größte künstliche Speicherteich Tirols für Beschneiungsanlagen in Betrieb genommen.
Touristische Infrastruktur im Überblick (Sölden):
- 39 Seilbahnen (von 1377 bis 3250 m)
- 148,3 km Piste (davon 61,5 km blaue, 58,3 km rote und 31,1 km schwarze Piste, sowie 6 km Skiroute)
- drei Langlaufloipen (16 km)
- beleuchtete Rodelbahn
- beleuchteter Eislaufplatz
- Schwimmbad, Tennishalle, Sportarena
- 38 Skihütten
- 2 Funparks (Tiefenbach/Giggijoch)

Touristische Infrastruktur im Überblick (Obergurgl/Hochgurgl):
- 23 Seilbahnen (von 1800 bis 3080 Meter)
- 110 km Piste (davon 35 km blaue, 55 km rote und 20 km schwarze Piste, Skirouten)
- 36 km Langlaufloipe
- beleuchteter Eislaufplatz

Touristische Infrastruktur im Überblick (Vent):
- 4 Seilbahnen (von 1900 m bis 2.680 m)
- 15 km Piste (davon 5 km blaue, 10 km rote, Skirouten)
- 4 km Langlaufloipe

#### Touristische Infrastruktur im Sommer

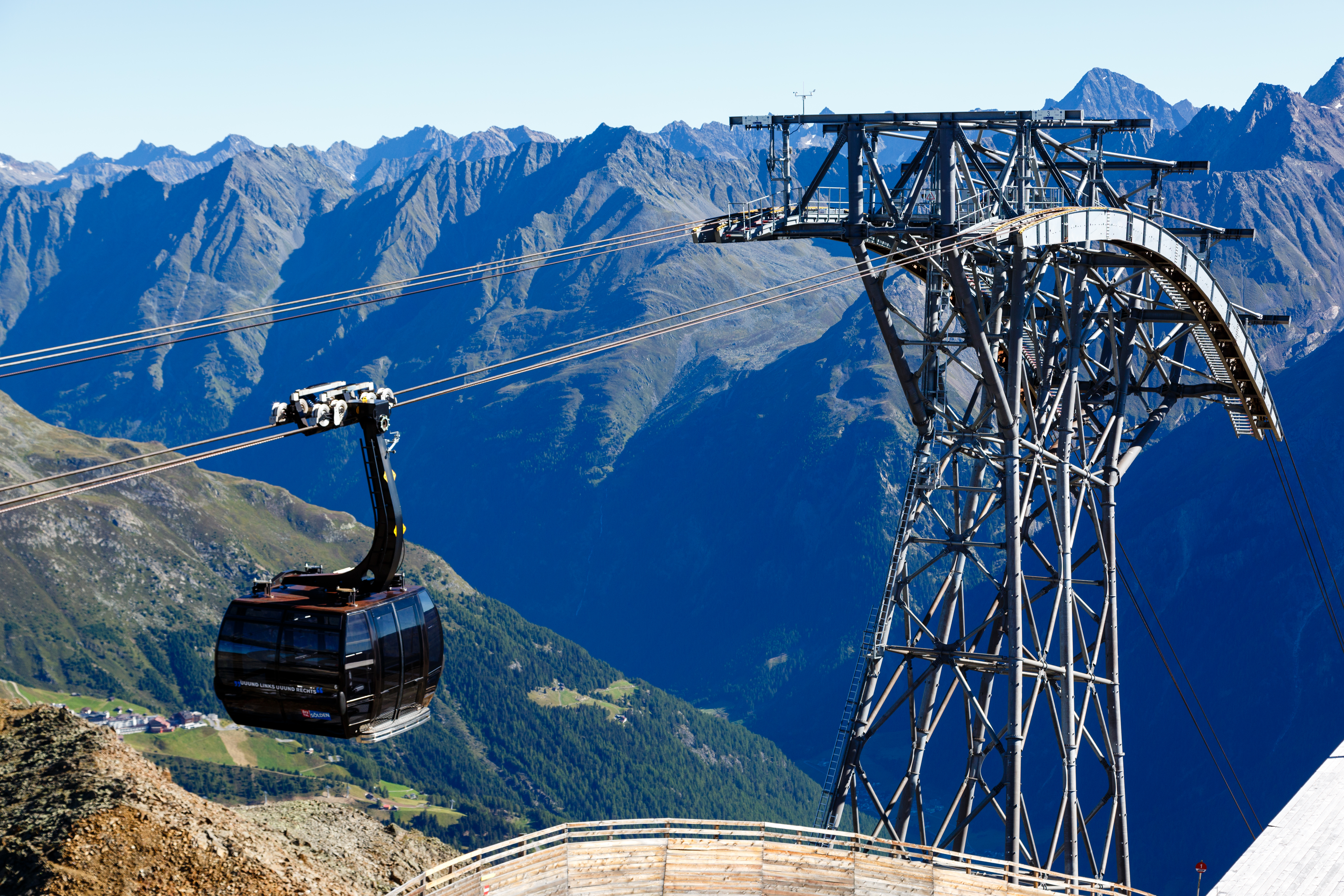
Gaislachkogelbahn am Gipfel

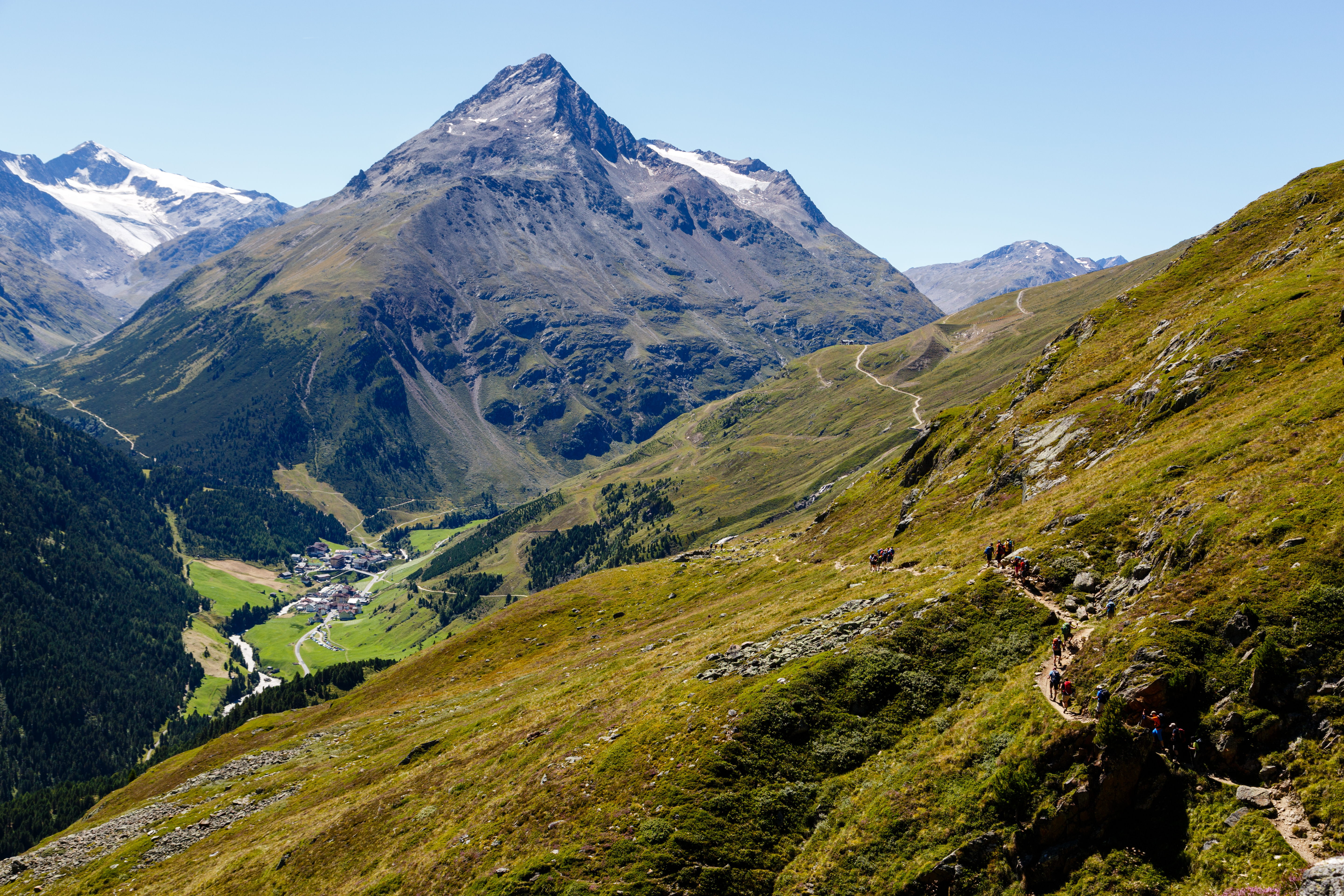
Venter Höhenweg vom Gaislachkogel in Richtung Vent

Der Sommertourismus in Sölden ist hauptsächlich durch Bergwandern sowie hochalpines Bergsteigen geprägt. Neben den zahlreichen Almen gibt es 16 hochalpine Schutzhütten, die zumeist Sektionen des Deutschen Alpenvereins gehören.
Touristische Infrastruktur im Überblick:
- 300 km Wanderwege
- Radwanderwege (Forstwege)
- Klettersteig, Klettergarten
- Tennisplatz, Hallenbad

### Brauerei
Die Bäckelar Brewery ist die einzige Brauerei in Sölden und produziert die Marke Sölsch nach obergäriger Brauart. Das Bier wird auf 1400 Meter Seehöhe hergestellt und vor allem in der lokalen Gastronomie vertrieben.

### Landwirtschaft
Die Landwirtschaft ist durch kleinstrukturierte, meist im Nebenerwerb betriebene Rinder- und Schafzucht geprägt. In den letzten Jahren hat die Pferdezucht, hauptsächlich Haflinger, an Bedeutung gewonnen.

### Projekte
Die TIWAG plant, zur Wassergewinnung für den Ausbau des Gepatschspeichers die bisher naturbelassenen Wildbäche Venter Ache, Gurgler Ache sowie den Ferwall- und den Königsbach bei Obergurgl zu stauen und abzuleiten. Der WWF bewertete das Vorhaben anhand des Kriterienkatalogs des Bundesministeriums für Umwelt als „ökologisch verheerend“, und mehrere Umweltorganisationen wiesen darauf hin, dass der von der TIWAG eingereichte wasserwirtschaftliche Rahmenplan laut Gesetz nur auf den Schutz und die Sanierung von Flüssen abzielen dürfe, nicht aber auf deren energiewirtschaftliche Nutzung.

## Politik

### Gemeinderat
Der Gemeinderat besteht aus 15 Mitgliedern und setzt sich seit der Gemeinderatswahl 2022 aus Mandaten der folgenden Parteien zusammen:
- 7 Liste mit Ernst Schöpf – stellt Bürgermeister und Vizebürgermeister
- 2 ZSOMM
- 2 Junge Wirtschaft – In Zukunft Miteinander
- 1 Bauern- und Bürgerliste / Gemeinsam für Sölden
- 1 Wirtschaftsliste der Gemeinde Sölden – Tourismus
- 1 Giovannis Freie Bürgerliste
- 1 MFG Menschen Freiheit Grundrechte

### Bürgermeister
- seit 1986 Ernst Georg Schöpf (ÖVP)

### Vizebürgermeister
- seit 2022 Maximilian Franz Riml (ÖVP)

### Wappen
Das Gemeindewappen wurde 1960 verliehen.
Blasonierung:
„In einem von Silber und Rot gespaltenen Schild eine gotische Kirche auf der Spaltlinie in verwechselten Farben mit dem Turm im silbernen Feld. Vom oberen Rande zwei gestürzte rote und silberne halbe Spitzen mit je einer Kirche in verwechselten Farben.“
Die drei Kirchen im 1960 verliehenen Wappen repräsentieren die drei Pfarren der Gemeinde (Sölden, Gurgl, Vent). Die Kerben im Hintergrund sind ein Symbol für die prähistorischen Übergänge (Joche) nach Südtirol.

### Partnergemeinden
- Minamiuonuma, seit 1982[29]